# Polyglotta Africana
Polyglotta Africana is een studie die in 1854 door de Duitse missionaris Sigismund Wilhelm Kölle (1823–1902) werd gepubliceerd, waarin de auteur 280 woorden van 200 Afrikaanse talen en dialecten vergelijkt (of ongeveer 120 verschillende talen volgens de huidige classificatie; verschillende variëteiten die als verschillend werden beschouwd door Koelle werden later ingedeeld  bij dezelfde taal). Als vergelijkend taalonderzoek was het een grote doorbraak op dat moment.
Koelle baseerde zijn materiaal op observaties uit de eerste hand, met name vrijgelaten slaven in Freetown, Sierra Leone. Hij transcribeerde de data met behulp van een uniform fonetisch schrift. Koelles transcripties waren niet altijd accuraat; zo verwisselde hij voortdurend de [s] en de [z] en de [tʃ] en de [dʒ]. Zijn data waren echter consistent genoeg om groepen talen te classificeren op basis van gelijkenissen in woordenschat. Een aantal van de groepen die hij voorstelde komen overeen met moderne groeperingen: 
- Noordwestelijk Atlantisch — Atlantisch
- Noordwestelijk Hoog-Sudan/Mandenga — Mandé
- Noordoostelijk Hoog-Sudan — Gur

Hoewel de studie van Koelle niet de eerste studie was die verschillende Afrikaanse talen vergeleek (bijvoorbeeld, een missionaris met de naam John Clarke publiceerde een vergelijkbaar werk in 1848, en nog eerder had Hannah Kilham Specimens of African Languages, Spoken in the Colony of Sierra Leone in 1828 gepubliceerd), maar in zijn nauwkeurigheid en gedetailleerdheid overtrof het alle andere en is het vandaag de dag nog steeds bruikbaar.

## Waarde van het werk
De Polyglotta Africana was tweede werk dat werd uitgevoerd door Koelle tijdens zijn vijf jaar in Sierra Leone, het eerste werk was een grammatica van de taal Vai in 1849. Het idee hierachter was om het feit dat Sierra Leone een 'melting pot' van ex-slaven van over heel Afrika was te gebruiken om een lijst van 280 basiswoorden samen te stellen (een soort vroege Swadeshlijst) in zo'n 160 talen en dialecten. Deze werden zoveel mogelijk ingedeeld in families. De meeste informanten die aan dit werk bijdroegen kwamen uit West-Afrika, maar er waren ook anderen afkomstig uit landen zo ver weg als Mozambique. Eén gebied dat ontbrak was de Swahili kust van Kenia en Tanzania, omdat het schijnt dat slaven uit die regio voornamelijk noordwaarts naar Zanzibar en Arabië werden gebracht in plaats van zuidwaarts naar Amerika en Brazilië. De uitspraak van alle woorden werden zorgvuldig genoteerd met een alfabet vergelijkbaar met, echter niet identiek aan, dat van Karl Richard Lepsius, dat op dat moment nog niet beschikbaar was. De naam van het boek werd geimiteerd van een bekend werk met de naam Asia Polyglotta (1823) door de Duitse onderzoeker Julius Klaproth.
De waarde van de lijst is niet enkel taalkundig, omdat het werk niet enkel de woorden zelf bevat, maar ook dat Koelle een korte biografie van iedere informant opstelde, met geografische informatie over hun plaats van herkomst en indicatie van hoeveel anderen in Sierra Leone zij kenden die dezelfde taal spraken. Deze informatie, gecombineerd met een census van Sierra Leone uitgevoerd in 1848, is waardevol gebleken voor historici die de Afrikaanse slavenhandel in de 19e eeuw onderzochten. Van de 210 informanten, waren 179 ex-slaven (twee van hen vrouw), terwijl de rest voornamelijk handelaar of zeeman was. Een analyse van de data toont dat Koelles informanten voornamelijk mannen van middelbare leeftijd of bejaarde mannen waren die tien jaar of langer in Freetown woonden. Driekwart van de ex-slaven had hun thuisland meer dan tien jaar eerder verlaten en de helft van hen meer dan 20 jaar eerder; en driekwart van de informanten was boven de 40 jaar. Een ander interessant facet van het boek is de manier waarop de informanten tot slaaf waren gemaakt. Sommigen waren krijgsgevangen genomen, anderen ontvoerd, weer anderen verkocht door een familielid en de rest was veroordeeld voor een schuld of schuldig bevonden aan een misdaad.
Bij een boek zat een kaart van Afrika met de geschatte locatie, in zoverre die kon worden vastgesteld, van iedere taal, voorbereid door de cartograaf August Heinrich Petermann.

## De transcriptie
Het was niet Koelles doel om enig gepubliceerd materiaal van de talen die hij opschreef te gebruiken, maar om uniformiteit te behalen door als een persoon één enkel fonetisch systeem voor iedere taal te gebruiken. De orthografie die hij uiteindelijk koos, na discussies in Londen, was niet die van Karl Richard Lepsius (zoals soms wordt beweerd), omdat die nog niet was gepubliceerd, maar was gebaseerd op een kort document dat in 1848 was uitgebracht door Henry Venn van de Church Missionary Society met de titel Rules for Reducing Unwritten Languages to Alphabetical Writing in Roman Characters With Reference Specially to the Languages Spoken in Africa. Het doel hiervan was om een simpel praktisch spellingssysteem voor onderwijsdoeleinden te ontwerpen met zo min mogelijk diakritische tekens. Koelle was echter op zoek naar een accurater fonetisch systeem en voegde diakritische tekens toe. Hij behield zeven van de acht klinkers van Venns systeem (i, e, ẹ, a, ọ, o, u, maar liet de ạ van het Engelse "but" weg) maar voegde lengtetekens toe, een punt voor nasalisatie en een accent om de lettergreep met hoofdklemtoon aan te geven. (Anders dan in Lepsius' alfabet, zijn de ẹ en ọ open en geen gesloten klanken.) Hij wijzigde Venns alfabet door dṣ op te schrijven voor de klank van de Engelse woorden "judge" en "church" (deze twee blijkbaar met elkaar verwarrend) en n gevolgd door een punt (n˙) voor de "ng"-klank van "zingen". Toen Koelle hoorde van Lepsius' alfabet in 1854, maakte hij er direct gebruik van in zijn grammatica van Kanuri, waarin hij schreef:
"Ik vind het jammer dat dit systeem niet eerder werd uitgebracht, zodat ik het ook had kunnen gebruiken in mijn grammatica van het Vei en in Polyglotta Africana. Gelukkig echter benadert de orthografie die ik in deze boeken uitwerkte het systeem van Prof. Lepsius al zeer dicht, waardoor enkel kleine aanpassingen benodigd waren."

## Koelles woordenlijst
In de introductie vertelt Koelle ons dat hij selectie van woorden wilde hebben die simpel genoeg zou zijn voor ieder informant om op één dag af te nemen en daarom liet hij persoonlijk voornaamwoorden weg, die veel langer zouden duren om te eliciteren. Hij voegt eraan toe dat hij een paar jaar eerder tijdens een lange vakantie al vergelijkbare lijst van slechts 71 talen had opgesteld en dat hij bij het maken van de huidige lijst had geleerd van die ervaring.
De daadwerkelijke lijst (de spelling is van Koelle) is de volgende:
1. Een
2. Twee
3. Drie
4. Vier
5. Vijf
6. Zes
7. Zeven
8. Acht
9. Negen
10. Tien
11. Elf
12. Twaalf
13. Dertien
14. Veertien
15. Vijfieen
16. Zestien
17. Zeventien
18. Achttien
19. Negentien
20. Twintig
21. Man
22. Vrouw
23. Jongen
24. Meisje
25. Vader
26. Moeder
27. Grootvader
28. Grootmoeder
29. Zoon
30. Dochter
31. Oudere broer
32. Jongere broer
33. Oudere zuster
34. Jongere zuster
35. Vriend
36. Vreemdeling
37. Koning
38. Mannelijke slaaf
39. Vrouwelijke slaaf
40. Dokter
41. Medicijn
42. Hoofd
43. Haar
44. Gezicht
45. Voorhoofd
46. Neus
47. Oog
48. Oor
49. Mond
50. Tand
51. Tong
52. Keel
53. Keel/slokdarm
54. Nek
55. Schouder
56. Arm
57. Arm tussen Schouder en Elleboog
58. Arm tussen Elleboog en Pols
59. Been
60. Buitenkant van hand of Hand
61. Handpalm
62. Voet, of wreef van de voet
63. Voetzool
64. Vinger
65. Teen
66. Elleboog
67. Rib
68. Borstkas
69. Vrouwenborst
70. Buik
71. Navel
72. Dij
73. Knie
74. Hiel
75. Nagel (van Vinger en Teen)
76. Huid
77. Bot
78. Ader/bloedvat
79. Bloed
80. Jeuk
81. Mazelen
82. Hoed
83. Hoed
84. Schoen
85. Shirt
86. Broek
87. Scheepszeil
88. Dorp (Stadje)
89. Markt
90. Huis
91. Deur
92. Deuropening
93. Bed
94. Mat
95. Mes
96. Lepel
97. Oorring
98. Armband
99. Pot
100. Kalebas
101. Geweer
102. Buskruit
103. Zwaard
104. Speer
105. Boog
106. Pijl
107. Pijlkoker
108. Oorlog
109. God
110. Duivel
111. Idool
112. Grigri
113. Opoffering
114. Hemel (lucht)
115. Hel
116. Vuur
117. Water
118. Soep
119. Vlees (meestal Dier)
120. Zout
121. Goud
122. IJzer
123. Steen
124. Hak
125. Bijl
126. Boek
127. Inkt
128. Zon
129. Maan (? volle)
130. Nieuwe Maan
131. Dag
132. Nacht
133. Droog Seizoen
134. Regenseizoen
135. Regen
136. Dauw
137. Kolen
138. Rook
139. Zeep
140. Zand
141. Kano
142. Bank, Stoel
143. Naald
144. Draad
145. Touw
146. Ketting (Boeien?)
147. Drum
148. Boom
149. Brandhout
150. Wandelstok
151. Blad
152. Wortel
153. Palmboom
154. Palmolie
155. Guinees koren (zaadachtig Maïs)
156. Parelgierst (zaadachtig Graan)
157. Katoen
158. Katoenplant (een struik)
159. Katoenboom
160. Afrikaanse sandelhout
161. Rijst (ongekookt)
162. Yam
163. Cassave
164. Vlinderbloem
165. Peper
166. Ui
167. Maïs
168. Bonen
169. Boerderij
170. Bos
171. Paard
172. Merrie
173. Koe
174. Stier
175. Melk
176. Boter
177. Ooi (Schaap)
178. Ram (Schaap)
179. Geit
180. Bok
181. Kat
182. Rat
183. Big
184. Vleermuis
185. Duif
186. Papegaai
187. Kip (Hen)
188. Haan
189. Ei
190. Vogel
191. Vis
192. Slang
193. Schorpioen
194. Mug
195. Vlinder
196. Spin
197. Wesp
198. Bij
199. Honing
200. Leeuw
201. Luipaard
202. Olifant
203. Ivoor
204. Alligator
205. Aap
206. Kameleon
207. Hagedis (de gewone)
208. De grote roodhoofdige hagedis
209. Pad
210. Kikker
211. Hond
212. Groot
213. Klein
214. Wit
215. Zwart
216. Witte Man
217. Zwarte Man (Neger)
218. Goed
219. Slecht
220. Oud
221. Nieuw (jong)
222. Ziek
223. Gezond
224. Heet
225. Koud
226. Nat
227. Droog
228. Gierig
229. Stom, dom
230. Rijk
231. Arm
232. Recht
233. Krom
234. Ik ga
235. Ik kom
236. Ik ren
237. Ik stop
238. Ik zit
239. Ik lig
240. Ik adem
241. Ik kuch
242. Ik nies
243. Ik snurk
244. Ik lach
245. Ik huil/ween
246. Ik kniel
247. Ik droom
248. Ik slaap
249. Ik sterf
250. Ik val
251. Ik sta op
252. Ik spreek
253. Ik hoor
254. Ik smeek
255. Ik baad (was mezelf)
256. Ik zie
257. Ik neem
258. Ik koop
259. Ik verkoop
260. Ik houd van thee
261. Ik geef thee
262. Ik eet rijst (yam)
263. Ik drink water
264. Ik kook vlees
265. Ik dood een kip
266. Ik hak een boom om
267. Ik sla een kind
268. Ik vang een vis
269. Ik breek een stok/tak
270. Ik roep een slaaf
271. Ik verberg een pot
272. Ik een vorm een shirt (kleed)
273. Ik bid tot God (smeek God)
274. Ik speel
275. Ik speel niet
276. Ik dans
277. Ik dans niet
278. Gisteren
279. Vandaag
280. Morgen

## De talen
Zoals de lijst van talen en landen hieronder toont, komen de meeste van Koelles talen uit West-Afrika. Dit is voornamelijk het geval omdat de meerderheid van de slaven die werden onderschept door de Britse Marine en verscheept werden naar Sierra Leone uit die regio kwamen. Een andere factor was dat het aantal verschillende talen in West-Afrika hoger lag dan in sommige andere delen van Afrika. Bijvoorbeeld, Kameroen alleen schijnt 255 verschillende talen te hebben. Eén gebied dat ontbreekt is de Swahilikust van Kenia en Tanzania, blijkbaar omdat slaven die daar gevangen werden niet naar Sierra Leone maar naar Zanzibar werden verscheept.
Koelles taalnamen worden gegeven in de linkerkolom van de tabel hieronder: sommige diaktritische tekens (zoals het puntje onder de ẹ en ọ, enhet accent aigu) zijn weggelaten. De groeperingen zijn die van Koelle. De grotere worden door Koelle opgedeeld in kleinere groepen, die niet in de tabel worden getoond.
Namen binnen rechte haken zoals [Aku] zijn tussenkopjes van talen en hebben zelf geen woorden. Het aantal talen of dialecten gerepresenteerd op de dubbelzijdige bladzijde van Koelles boek is daarom precies 200, verdeeld over vier kolommen van ieder 50 talen.
| Koelles naam                               | Moderne naam                    | Land                                   |
| ------------------------------------------ | ------------------------------- | -------------------------------------- |
| I. Noordwest Atlantisch                    |                                 |                                        |
| Fulup                                      | Dyola (Huluf)                   | Senegal                                |
| Fīlham                                     | Dyola (Filham)                  | Senegal                                |
| Bōla                                       | Mankanya (Bulama)               | Senegal                                |
| Sarār                                      | Mankanya (Sadar)                | Senegal                                |
| Pepēl                                      | Pepel, Papel                    | Guinee-Bissau                          |
| Kanyōp                                     | Mandyak / Manjak / Kanyop       | Guinee-Bissau, Senegal                 |
| Biāfada                                    | Biafada / Bidyola               | Guinea-Bissau                          |
| Padṣāde                                    | Badyar, Badyara / Padjade       | Guinee, Guinee-Bissau                  |
| Baga                                       | Baga (Koba)                     | Guinee                                 |
| Timne                                      | Temne (Westelijk)               | Sierra Leone                           |
| Bulom                                      | Bullom (Kafu)                   | Sierra Leone                           |
| Mampa                                      | Bullom (Sherbro)                | Sierra Leone                           |
| Kisi                                       | Kissi                           | Guinee, Sierra Leone, Liberia          |
|                                            |                                 |                                        |
| II. Noordwestelijk Hoog-Soedan of Mandenga |                                 |                                        |
| Mandenga                                   | Mandinka                        | Gambia, Senegal, Guinee-Bissau, Guinee |
| Kābunga                                    | Mandinka (Sidyanka?)            | Guinee-Bissau                          |
| Toronka                                    | Mandinka (Toronka)              | Guinee                                 |
| Dṣalunka                                   | Mandinka (Futa Jallon)          | Guinee                                 |
| Kankanka                                   | Mandinka (Kankanka)             | Guinee                                 |
| Bambara                                    | Bambara                         | Mali                                   |
| Vei                                        | Vai                             | Liberia, Sierra Leone                  |
| Kono                                       | Kono                            | Sierra Leone                           |
| Soso                                       | Susu-Yalunka ?                  | Sierra Leone                           |
| Sōlīma                                     | Yalunka (Sulima)?               | Sierra Leone                           |
| Kisekise                                   | Susu dial.                      | Guinee                                 |
| Tēne                                       | Susu dial.                      | Guinee                                 |
| Gbandi                                     | Bandi                           | Sierra Leone, Liberia                  |
| Landōṛo                                    | Loko (Landogo)                  | Sierra Leone                           |
| Mende                                      | Mende                           | Sierra Leone                           |
| Gbese                                      | Kpelle / Gerze                  | Guinee, Liberia                        |
| Tōma                                       | Loma / Toma / Buzi              | Guinee, Liberia                        |
| Mano                                       | Manon / Mano / Ma               | Liberia                                |
| Gīo                                        | Dan / Gio                       | Liberia                                |
|                                            |                                 |                                        |
| III. Boven-Guinee of Middelkust            |                                 |                                        |
| Dēwoi                                      | De / Dewoi                      | Liberia                                |
| Basa                                       | Bassa (van Liberia)             | Liberia                                |
| Kra                                        | Kra / Kru                       | Liberia                                |
| Krēbo                                      | Grebo                           | Liberia                                |
| Gbē                                        | Ge of Sikon                     | Liberia                                |
| Adampe                                     | Ewe-Fon (Ewe dial.)             | Ghana                                  |
| An˙fūe                                     | Ewe-Fon (Aja)                   | Benin                                  |
| Hwida                                      | Ewe-Fon (Hweda)                 | Benin                                  |
| Dahōme                                     | Ewe-Fon (Fon)                   | Benin                                  |
| Māḥi                                       | Ewe-Fon (Maxi)                  | Benin                                  |
| [Akū]                                      | Yoruba                          | Nigeria                                |
| Ota                                        | Yoruba (Egbado)                 | Nigeria                                |
| Egba                                       | Yoruba (Egba)                   | Nigeria                                |
| Īdṣeṣa                                     | Yoruba (Ijesha)                 | Nigeria                                |
| Yorūba                                     | Yoruba (Oyo)                    | Nigeria                                |
| Yāgba                                      | Yoruba (Yagba)                  | Nigeria                                |
| Ekī                                        | Yoruba (Bunu)                   | Nigeria                                |
| Dṣumu                                      | Yoruba (Jumu)                   | Nigeria                                |
| Oworo                                      | Yoruba (Aworo)                  | Nigeria                                |
| Dṣebu                                      | Yoruba (Ijebu)                  | Nigeria                                |
| Īfe                                        | Yoruba (Ife)                    | Nigeria                                |
| Ondō                                       | Yoruba (Ondo)                   | Nigeria                                |
| Dṣēkiri                                    | Yoruba (Jekri)                  | Nigeria                                |
| Igala                                      | Igala                           | Nigeria                                |
|                                            |                                 |                                        |
| IV. Noordoostelijk Hoog-Soedan             |                                 |                                        |
| Mōse                                       | More (Mossi)                    | Burkina Faso                           |
| Dṣelan˙a                                   | Yom                             | Benin                                  |
| Gurēṣa                                     | Buli                            | Ghana                                  |
| Gurma                                      | Gurma                           | Burkina Faso, Togo, Benin, Niger       |
| Lēgba                                      | Logba                           | Ghana                                  |
| Kaure                                      | Kabre, Kabiye                   | Togo                                   |
| Kīamba                                     | Tem                             | Togo                                   |
| Koāma                                      | Sisala, Sisaala?                | Ghana, Burkina Faso                    |
| Bagbalan˙                                  | Sisala, Sisaala?                | Ghana, Burkina Faso                    |
| Kasm                                       | Kasem, Kassena                  | Ghana, Burkina Faso                    |
| Yūla                                       | Kasem                           | Ghana, Burkina Faso                    |
|                                            |                                 |                                        |
| V. Nigerdelta                              |                                 |                                        |
| Īsoāma                                     | Igbo (Isu-Ama)                  | Nigeria                                |
| Iṣiēle                                     | Igbo (Ishielu)                  | Nigeria                                |
| Abādṣa                                     | Igbo (Abaja)                    | Nigeria                                |
| Āro                                        | Igbo (Aro)                      | Nigeria                                |
| Mbofīa                                     | Igbo (Mbofia)                   | Nigeria                                |
| Sōbo                                       | Urhobo / Sobo                   | Nigeria                                |
| Egbēle                                     | Kukuruku                        | Nigeria                                |
| Bini                                       | Edo / Bini                      | Nigeria                                |
| Īhewe                                      | Ishan / Esan                    | Nigeria                                |
| Olōma                                      | Kukuruku dial.                  | Nigeria                                |
| Okulōma                                    | Ijaw (Kolokuma)                 | Nigeria                                |
| Ūdṣo                                       | Ijaw (Westelijk)                | Nigeria                                |
|                                            |                                 |                                        |
| VI. Niger-Djedda                           |                                 |                                        |
| Nūpe                                       | Nupe                            | Nigeria                                |
| Kupa                                       | Kupa                            | Nigeria                                |
| Eṣitāko                                    | Dibo / Zitako                   | Nigeria                                |
| Musu                                       | Gbari / Gwari                   | Nigeria                                |
| [Goāli]                                    | Gbari / Gwari                   | Nigeria                                |
| Gūgu                                       | Gbari / Gwari                   | Nigeria                                |
| ‘Puka                                      | Gbari / Gwari                   | Nigeria                                |
| Basa                                       | Bassa-Nge ?                     | Nigeria                                |
| Ebē                                        | Ebe / Asu                       | Nigeria                                |
| Opanda                                     | Ebira / Igbirra (Panda)         | Nigeria                                |
| Īgu                                        | Ebira / Igbirra (Igu)           | Nigeria                                |
| Egbīra-Hīma                                | Ebira / Igbirra (Hima)          | Nigeria                                |
|                                            |                                 |                                        |
| VII. Centraal-Afrikaans                    |                                 |                                        |
| Budūma                                     | Yedina / Buduma                 | Tsjaad, Kameroen, Nigeria              |
| [Bornu]                                    | Kanuri                          | Nigeria                                |
| Kānurī                                     | Kanuri (Kagama)                 | Nigeria                                |
| Muniō                                      | Kanuri (Manga)                  | Nigeria, Niger                         |
| Ngurū                                      | Kanuri (Nguru)                  | Nigeria                                |
| Kānem                                      | Kanuri (Kanem)                  | Tsjaad                                 |
| Pīka                                       | Bole / Bolewa / Fika            | Nigeria                                |
| Karēkare                                   | Karekare                        | Nigeria                                |
| Bode                                       | Bade ?                          | Nigeria                                |
| Ngōdṣin                                    | Ngizim ?                        | Nigeria                                |
| Dōai                                       | Bade ?                          | Nigeria                                |
|                                            |                                 |                                        |
| VIII. Atam                                 |                                 |                                        |
| Ekamtulūfu                                 | Nde                             | Nigeria                                |
| Ūdom                                       | Nde                             | Nigeria                                |
| Mbofōn                                     | Nde                             | Nigeria                                |
| Ēafen˙                                     | Ekoi                            | Nigeria, Kameroen                      |
| Basa                                       | Bassa-Kaduna (Kontagora?)       | Nigeria                                |
| Kāmuku                                     | Kamuku (Ucinda?)                | Nigeria                                |
| Dṣuku                                      | Jukun                           | Nigeria                                |
| Erēgba                                     | ‘Eregba’                        | Nigeria                                |
|                                            |                                 |                                        |
| IX. Mokō                                   |                                 |                                        |
| Isūwu                                      | Suwu / Su                       | Kameroen                               |
| Diwala                                     | Duala                           | Kameroen                               |
| Ōrungu                                     | Myene, Rongo                    | Gabon                                  |
| Bāyon˙                                     | ? Limbum, Kwaja, Mbə            | Kameroen                               |
| Pāti                                       | ? Limbum, Kwaja, Mbə            | Kameroen                               |
| Kum                                        | Kako                            | Kameroen                               |
| Bāgba                                      | Bati?                           | Kameroen                               |
| Bālu                                       | Baba'                           | Kameroen                               |
| Bāmom                                      | Bamum / Shu Paməm               | Kameroen                               |
| Ngoāla                                     | Bangolan                        | Kameroen                               |
| Mōmenya                                    | Menyam, Bamenyam                | Kameroen                               |
| Pāpīaḥ                                     | Baba                            | Kameroen                               |
| Pāṛam                                      | Məngaka                         | Kameroen                               |
| Ngoten                                     | Oostelijk Manenguba             | Kameroen                               |
| Melon˙                                     | Oostelijk Manenguba             | Kameroen                               |
| N˙hālemōe                                  | Westelijk Manenguba             | Kameroen                               |
| Bāseke                                     | Seki / Sekiyani                 | Equatoriaal-Guinea, Gabon              |
|                                            |                                 |                                        |
| X. Congo-Ngōla                             |                                 |                                        |
| Kabenda                                    | Kakongo / Kikongo               | Congo-Kinshasa                         |
| Mimboma                                    | Centraal Kongo                  | Congo-Kinshasa                         |
| Musentāndu                                 | N.O. Kongo / Kintandu           | Congo-Kinshasa                         |
| Mbāmba                                     | Noord-Teke                      | Congo-Kinshasa, Gabon                  |
| Kanyīka                                    | Kanyok / Kanyoka                | Congo-Kinshasa                         |
| Nteṛe                                      | Tsaayi                          | Congo-Kinshasa, Gabon                  |
| Mutsāya                                    | Laali                           | Congo-Kinshasa, Gabon                  |
| Babuma                                     | Boõ                             | Congo-Brazzaville, Congo-Kinshasa      |
| Būmbete                                    | Mbete                           | Congo-Brazzaville, Gabon               |
| Kasāndṣ                                    | Mbangala                        | Angola                                 |
| Nyombe                                     | Yombe                           | Congo-Brazzaville, Congo-Kinshasa      |
| Basūnde                                    | Suundi                          | Congo-Brazzaville                      |
| Ngōla                                      | Kimbundu                        | Angola                                 |
| Pangēla                                    | Umbundu                         | Angola                                 |
| Lubalo                                     | Bolo                            | Angola                                 |
| Rūnda                                      | Ruund                           | Congo-Kinshasa, Angola                 |
| Sōngo                                      | Nsongo / Songo                  | Angola                                 |
| Kisāma                                     | Sama                            | Angola                                 |
|                                            |                                 |                                        |
| XI. Zuidoostelijk                          |                                 |                                        |
| Mūntu                                      | Yao                             | Malawi, Mozambique                     |
| Kirīman                                    | Cuabo, Chuwabo, Chuwabu         | Mozambique                             |
| Marāwi                                     | Nyanja (Chichewa)               | Malawi, Mozambique                     |
| Mēto                                       | Makua                           | Mozambique                             |
| Mātatān                                    | Makua                           | Mozambique                             |
| Nyambān                                    | Tonga (S62)                     | Mozambique                             |
|                                            |                                 |                                        |
| XII. Ongeclassificeerd of isolaten         |                                 |                                        |
| Wolof                                      | Wolof                           | Senegal, Gambia, Mauritanië            |
| [Bidṣōgo]                                  | Bidyogo (Bijago)                | Guinee-Bissau                          |
| Ankāras                                    | Bidyogo (Bijago)                | Guinee-Bissau                          |
| Wūn                                        | Bidyogo (Bijago)                | Guinee-Bissau                          |
| Gadṣāga                                    | Soninke / Gadyaga               | Mali, Senegal                          |
| Gura                                       | Gola                            | Liberia                                |
| Banyūn                                     | Banyun / Bagnun /Banyum         | Senegal, Guinee-Bissau                 |
| Nalu                                       | Nalu                            | Guinee, Guinee-Bissau                  |
| Bulanda                                    | Balant (Balanta)                | Guinee-Bissau, Gambia                  |
| Limba                                      | Limba (Sella)                   | Sierra Leone, Guinee                   |
| Landōma)                                   | Landoma                         | Guinee                                 |
| Asante                                     | Twi (Asante)                    | Ghana                                  |
| Barba                                      | Bargu / Bariba                  | Benin                                  |
| Boko                                       | Busa (Boko) ?                   | Nigeria                                |
| Kandin                                     | Tamashek, Tamasheq (Tuareg)     | Algerije, Mali, Niger, Burkina Faso    |
| Tumbuktu                                   | Songhai                         | Mali                                   |
| Mandara                                    | Mandara, Wandala                | Kameroen, Nigeria                      |
| Bāgrmi                                     | Bagirmi                         | Tsjaad                                 |
| [Housa]                                    | Hausa                           | Niger, Noordelijk Nigeria              |
| Kano                                       | Hausa (Kananci)                 | Nigeria                                |
| Kadzīna                                    | Hausa (Katsinanci)              | Nigeria                                |
| [Pulō]                                     | Fula, Fulani, Fulde             | Senegal, Guinee, Nigeria               |
| Timbō                                      | Fula (Futa Jallon)              | Guinee                                 |
| Sālum                                      | Fula (Senegal)                  | Senegal                                |
| Gōbūru                                     | Fula (Gobir / Sokoto)           | Nigeria                                |
| Kano                                       | Fula (Kano)                     | Nigeria                                |
| Yala                                       | Idoma (Yala)                    | Nigeria                                |
| Anān˙                                      | Ibibio-Efik (Anang)             | Nigeria                                |
| Dṣāwāra                                    | Jarawa / Jar                    | Nigeria                                |
| Koro                                       | Koro                            | Nigeria                                |
| Hām                                        | Jaba / Ham (Hyam)               | Nigeria                                |
| Akurākura                                  | agwaGwune / Akunakuna           | Nigeria, Kameroen                      |
| Okām                                       | Mbembe (Wakande)                | Nigeria                                |
| Yasgūa                                     | Yeskwa (Nyankpa)                | Nigeria                                |
| N˙kī                                       | Boki / Nki / Bokyi              | Nigeria                                |
| Kambāli                                    | Kambari                         | Nigeria                                |
| Alege                                      | Alege                           | Nigeria                                |
| Penin                                      | Mandi                           | Kameroen                               |
| Bute                                       | Vute / Wute / Bute              | Kameroen, Gabon                        |
| Murūndo                                    | Lundu, Oroko                    | Kameroen                               |
| Undāza                                     | Kota                            | Gabon                                  |
| Ndob                                       | Tikar, Ndop                     | Kameroen                               |
| Tumu                                       | Tikar, Twumwu                   | Kameroen                               |
| N˙kele                                     | Kele (Ngom?)                    | Gabon                                  |
| Kongūan˙                                   | Banyangi, Kenyang               | Kameroen                               |
| Mbarīke                                    | Kutev / Mbarike / Kuteb         | Nigeria                                |
| Tiwi                                       | Tiv                             | Nigeria                                |
| Borītsu                                    | Boritsu / Yukuben               | Nigeria                                |
| Āfudu                                      | Afudu (een dialect van Tangale) | Nigeria                                |
| Mfūt                                       | Kaalong                         | Kameroen                               |
| Mbē                                        | Bakongwang                      | Kameroen                               |
| Nṣo                                        | Nso, Nsaw                       | Kameroen                               |
| [Arabisch]                                 | Arabisch                        |                                        |
| Ṣōa                                        | Arabic (Shuwa)                  | Tsjaad                                 |
| Wadai                                      | Arabisch                        | Tsjaad                                 |
| Ādirar                                     | Arabisch                        | Mali                                   |
| Bēṛān                                      | Arabisch                        | Mali                                   |